# Neoseiulus liangi
Neoseiulus liangi är en spindeldjursart som beskrevs av Chant och D. McMurtry 2003. Neoseiulus liangi ingår i släktet Neoseiulus och familjen Phytoseiidae. Inga underarter finns listade i Catalogue of Life.